# 莱科明溪
莱科明溪（英語：Lycoming Creek）是西薩斯奎哈納河的一條37.5英里長（60.4 公里）的支流，位於美國賓夕法尼亞州泰奧加縣和莱科明县。
莱科明溪的流域面積約81.5%位於莱科明縣，其中16.5% 位於泰奧加縣，1.5%位於沙利文縣。該流域面積的總人口為19978人（截至2000年），總面積為272平方英里（700 平方公里）。其中，222平方英里（570平方公里）為森林，45平方英里（120平方公里）用於農業用途，僅3平方英里（7.8平方公里）已開發，其餘1平方英里（2.6平方公里）被歸類為貧瘠。